# Arteria superior cerebelli
Die Arteria superior cerebelli (lat. „obere Kleinhirnschlagader“; im Klinikjargon auch SCA, nach engl. superior cerebellar artery) ist ein paariges arterielles Blutgefäß und eines der hirnversorgenden Gefäße. Sie entsteht in der Regel als letzter kräftiger Seitenast der Arteria basilaris. Unter dem Nervus oculomotorius, der sie von der Arteria cerebri posterior trennt, zieht sie um den Großhirnschenkel (Pedunculus cerebri) herum nach hinten zur oberen Fläche des Kleinhirns. Zu ihrem Versorgungsgebiet zählt ein Großteil der Kleinhirnrinde und der obere Anteil des Kleinhirnwurms, kleinere Seitenäste versorgen die obere Brücke mit.